# 今出川公久
今出川 公久（いまでがわ きんひさ）は、江戸時代後期の公卿。官位は正二位・権中納言。

## 経歴
文化4年（1807年）に叙爵。以降累進して、侍従・右近衛権少将を経て、文政元年（1818年）に従三位となり、公卿に列する。その後も左近衛権中将・踏歌節会外弁を経て、文政7年（1824年）に従二位権中納言となる。天保3年（1832年）よりは大歌所別当を兼務。しかし天保7年（1836年）にすべての任職を辞した。同年に死去。享年31。

## 系譜
- 父：今出川尚季
- 母：鷹司致子（関白鷹司輔平（閑院宮直仁親王王子）の娘）
- 妻：不詳（生母不詳）
  - 男子：今出川実順（1832-1864）
  - 女子：一条美賀子（1835-1894）- 徳川慶喜正室、一条忠香の養女